# Konstantínos Loumpoútis
Konstantínos "Kóstas" Loumpoútis (en grec moderne : Κωνσταντίνος "Κώστας" Λουμπούτης), est un footballeur international grec né le 10 juin 1979 à Thessalonique.

## Carrière
- 1995-02 :  Aris FC
- 2002-03 :  Perugia
- 2003-04 :  AC Sienne
- 2004-05 :  Perugia
- 2005-06 :  FC Twente
- 2006-07 :  ADO La Haye
- 2007-?? :  APO Levadiakos